# 克里斯托弗·恩昆库
基斯杜化·艾倫·尼干古（法語：Christopher Alan Nkunku；1997年11月14日—），是一名法國職業足球員，司職前鋒或攻擊中場，現時效力英超球隊車路士，並代表法國參加國際比賽。

## 球會生涯

### 早年生涯
尼干古於马恩河畔拉尼出生，並六歲時在AS马罗勒開始足球生涯（法語：AS Marolles）。及後他轉投楓丹白露，並在代表該隊比賽時引起職業球會的球探關注，更曾獲邀請到朗斯、勒阿弗尔和摩納哥試腳，但由於尼干古的身體質素不及其他同齡的球員，令各球會放棄簽入他的機會。

### 巴黎聖日耳門
尼干古在2010年加入巴黎聖日耳門的青訓學院。他在加盟後首兩年的平日在克萊楓丹恩訓練營接受訓練，只在週末時回到巴黎聖日耳門為球會青年隊出賽。尼干古在2015–16賽季曾隨隊晉身歐洲青年聯賽決賽。儘管尼干古在決賽中正選上陣，並在比賽早段被侵犯，為球隊博得十二碼，但巴黎聖日耳門最終鎩羽而歸，以1–2不敵車路士。
2015年12月8日，尼干古在對陣薩克達的歐聯比賽中上演職業生涯地標戰，他在比賽第87分鐘後備入替。2017年1月7日，巴黎聖日耳門在法國盃64強賽事中遇上巴斯蒂亞，尼干古正選上陣，並在比賽下半場射入職業生涯首個入球，球隊最終以7–0大勝。2018年3月10日，他在對陣梅斯的比賽中首次在正式比賽梅開二度，協助球隊以5–0擊敗對手。

### RB萊比錫
2019年7月18日，德甲球會RB萊比錫宣布從巴黎聖日耳門簽入尼干古，他簽下一紙為期五年的合約，轉會費約1300萬歐元，另加獎金。同年8月11日，他在對陣的德國盃賽事中上演地標戰，並協助球隊以3–2勝出晉級。一個星期後，尼干古首次在德甲上陣，他在對陣柏林聯的聯賽揭幕戰中首次為萊比錫入球，協助球隊以4–0勝出。
2020年2月22日，尼干古在萊比錫以5–0大勝史浩克04的聯賽比賽中共交出四個助攻，成為自2012年绍博尔茨·靴斯迪在對陣禾夫斯堡時為漢諾威96助攻四次後，首位在單場德甲比賽交出四個助攻的球員。 
2021年9月15日，尼干古在對陣曼城的歐聯小組賽比賽中上演帽子戲法，成為球會史上首個在歐聯上演帽子戲法的球員，但他的入球未能阻止球隊最終以6–3落敗。尼干古在2021–22賽季中共在聯賽中為RB萊比錫射入20個入球，並交出13個助攻，令他在季尾獲選為德甲賽季最佳球員。
2022–23賽季，尼干古在聯賽共射入16個入球，與並列德甲神射手。

### 車路士
2023年6月20日，英超球會車路士宣布簽入尼干古，合約為期六年，轉會費據報為5200萬英鎊，他將在同年7月1日正式加盟球會。同年8月8日，車路士宣布尼干古因在季前賽時膝部受傷，需接受手術治療，令他將會缺席賽季初段。同年12月19日，他在對陣紐卡素的聯賽盃八強賽事中上演地標戰，車路士在法定時間以1–1逼和對手後，於互射十二碼階段以4–2勝出，其中尼干古射入車路士的第三個十二碼。五日後，他在車路士對陣狼隊的2–1敗仗中後備上陣，並為球隊射入破蛋一球。

## 國家隊生涯
出生於法國的尼干古擁有剛果血統。他曾代表法國各年齡層的青年梯隊，包括在2017年國際足協U-20世界盃中為法國U20上陣三次。
2022年3月，尼干古首次獲法國國家隊徵召，參與對陣科特迪瓦及南非的熱身賽。他在同月25日對陣科特迪瓦的比賽中正選上陣，完成國家隊地標戰。同年11月9日，尼干古入選法國的2022年世界盃決選名單。六日後，他在一次世界盃前夕的一節訓練期間與隊友碰撞，令他膝蓋受傷，需退出賽事以作治療，法國補選取代其位置。

## 生涯統計

### 球會
最後更新：2024年5月19日
| 效力球會        | 球季     | 聯賽     | 聯賽 | 聯賽 | 國家盃賽 | 國家盃賽 | 聯賽盃賽 | 聯賽盃賽 | 洲際比賽 | 洲際比賽 | 其他 | 其他 | 總計 | 總計 |
| 效力球會        | 球季     | 聯賽     | 上陣 | 入球 | 上陣     | 入球     | 上陣     | 入球     | 上陣     | 入球     | 上陣 | 入球 | 上陣 | 入球 |
| --------------- | -------- | -------- | ---- | ---- | -------- | -------- | -------- | -------- | -------- | -------- | ---- | ---- | ---- | ---- |
| 巴黎聖日耳門B隊 | 2015–16  | 法業餘   | 18   | 2    | —        | —        | —        | —        | —        | —        | —    | —    | 18   | 2    |
| 巴黎聖日耳門B隊 | 2016–17  | 法業餘   | 9    | 3    | —        | —        | —        | —        | —        | —        | —    | —    | 9    | 3    |
| 巴黎聖日耳門B隊 | 總計     | 總計     | 27   | 5    | —        | —        | —        | —        | —        | —        | —    | —    | 27   | 5    |
| 巴黎聖日耳門    | 2015–16  | 法甲     | 5    | 0    | 0        | 0        | 0        | 0        | 1        | 0        | —    | —    | 6    | 0    |
| 巴黎聖日耳門    | 2016–17  | 法甲     | 8    | 1    | 4        | 1        | 3        | 0        | 1        | 0        | 0    | 0    | 16   | 2    |
| 巴黎聖日耳門    | 2017–18  | 法甲     | 20   | 4    | 3        | 1        | 3        | 0        | 0        | 0        | 1    | 0    | 27   | 5    |
| 巴黎聖日耳門    | 2018–19  | 法甲     | 22   | 3    | 5        | 0        | 1        | 0        | 0        | 0        | 1    | 1    | 29   | 4    |
| 巴黎聖日耳門    | 總計     | 總計     | 55   | 8    | 12       | 2        | 7        | 0        | 2        | 0        | 2    | 1    | 78   | 11   |
| RB萊比錫        | 2019–20  | 德甲     | 32   | 5    | 3        | 0        | —        | —        | 9        | 0        | —    | —    | 44   | 5    |
| RB萊比錫        | 2020–21  | 德甲     | 28   | 6    | 5        | 0        | —        | —        | 7        | 1        | —    | —    | 40   | 7    |
| RB萊比錫        | 2021–22  | 德甲     | 34   | 20   | 6        | 4        | —        | —        | 12       | 11       | —    | —    | 52   | 35   |
| RB萊比錫        | 2022–23  | 德甲     | 25   | 16   | 3        | 3        | —        | —        | 7        | 3        | 1    | 1    | 36   | 23   |
| RB萊比錫        | 總計     | 總計     | 119  | 47   | 17       | 7        | —        | —        | 35       | 15       | 1    | 1    | 172  | 70   |
| 車路士          | 2023–24  | 英超     | 11   | 3    | 1        | 0        | 2        | 0        | —        | —        | —    | —    | 14   | 3    |
| 生涯總計        | 生涯總計 | 生涯總計 | 212  | 63   | 30       | 9        | 9        | 0        | 37       | 15       | 3    | 2    | 291  | 89   |

1. 1 2 3 4 5  於歐冠賽事上陣。
2. 1 2  於法國超級盃上陣。
3. ↑  其中六場歐冠，六場歐霸。
4. ↑  其中七個歐冠入球，四個歐霸入球。
5. ↑  於德國超級盃上陣。

### 國家隊
最後更新：2023年6月19日
| 代表國家隊 | 年份 | 上陣 | 入球 |
| ---------- | ---- | ---- | ---- |
| 法國       | 2022 | 8    | 0    |
| 法國       | 2023 | 2    | 0    |
| 總計       | 總計 | 10   | 0    |

## 荣誉

### 榮譽
巴黎聖日耳門U19
- 歐洲青年聯賽亞軍：2015–16（英语：2015–16 UEFA Youth League）

 巴黎聖日耳門
- 法国足球甲级联赛冠軍：2015–16、2017–18[36]、2018–19[37]
- 法國盃冠軍：2016–17（英语：2016–17 Coupe de France）、2017–18（英语：2017–18 Coupe de France）
- 法國盃亚军：2018–19（英语：2018–19 Coupe de France）
- 法國聯賽盃冠軍：2016–17（英语：2016–17 Coupe de la Ligue）、2017–18（英语：2017–18 Coupe de la Ligue）
- 法國超級盃冠軍：2015（英语：2015 Trophée des Champions）、2016（英语：2016 Trophée des Champions）、2017（英语：2017 Trophée des Champions）、2018（英语：2018 Trophée des Champions）[38]

 RB萊比錫
- 德國盃冠軍：2021–22[39]、 2022–23[40]

 切尔西
- 欧洲协会联赛：2024–25
- 俱乐部世界盃冠軍 ：2025

### 個人
- 德國足球先生：2022[41]
- 德甲神射手：2022–23[20]
- 德甲賽季最佳球員：2021–22[42]
- 德甲最佳球員陣容：2021–22[43]
- 德国职业球员协会（英语：Vereinigung_der_Vertragsfußballspieler）德甲最佳球員：2021–22[44]
- 德国职业球员协会（英语：Vereinigung_der_Vertragsfußballspieler）德甲最佳陣容：2021–22[44]
- 《踢球者》德甲最佳陣容：2021–22[45]、 2022–23[46]
- 德甲每月最佳球員：2021年10月、2022年2月、2022年3月、2022年4月[47]
- 歐霸盃賽季最佳陣容：2021–22[48]

## 外部連結
- 克里斯托弗·恩昆库在BDFutbol中的档案
- Soccerway資料庫：克里斯托弗·恩昆库